# Rheumaptera pseudopupillata
Rheumaptera pseudopupillata là một loài bướm đêm trong họ Geometridae.